# Desis marina
Desis marina är en spindelart som först beskrevs av James Hector 1877.  Desis marina ingår i släktet Desis och familjen Desidae. Inga underarter finns listade i Catalogue of Life.